# Michael Lehmann (Fußballspieler)
Michael Lehmann (* 16. Oktober 1984 in Kaiserslautern) ist ein ehemaliger deutscher Fußballspieler. 

## Karriere
Er trat bereits mit vier Jahren in den Fußballverein SV Wiesenthalerhof ein. 1992 wechselte er in die Jugendabteilung des 1. FC Kaiserslautern, wo er den Sprung in den Lizenzspielerkader des Bundesligisten schaffte und am 17. Dezember 2003 unter Trainer Eric Gerets beim 1:1 gegen Borussia Dortmund sein Debüt in der Fußball-Bundesliga gab. In Kaiserslautern blieb Lehmann noch bis 2007, wo er für die erste Mannschaft in 14 Spielen auf dem Rasen stand, aber überwiegend nur für die FCK-Reserve spielte, für die er insgesamt 65 Partien absolvierte. Danach wechselte er in die Schweiz zum FC Wil. Am 19. Juni 2008 wurde sein Wechsel zur Sportvereinigung 07 Elversberg in die Regionalliga West bekannt. Dort unterschrieb er einen Vertrag für zwei Jahre. Seit Juli 2010 spielte Michael Lehmann beim SC 07 Idar-Oberstein, mit dem er 2010/11 Meister der Oberliga Südwest wurde und in die Regionalliga West aufstieg. Dort beendete er dann auch im Sommer 2015 seine aktive Karriere.

## Erfolge
- Saarlandpokalsieger: 2009, 2010

## Privat
Seit 2015 ist Lehmann Lehrer für Physik und Mathematik und unterrichtet am Gymnasium Mainz-Oberstadt. Dort leitet er den Bundeswettbewerb Mathematik.